# Felix Draeseke

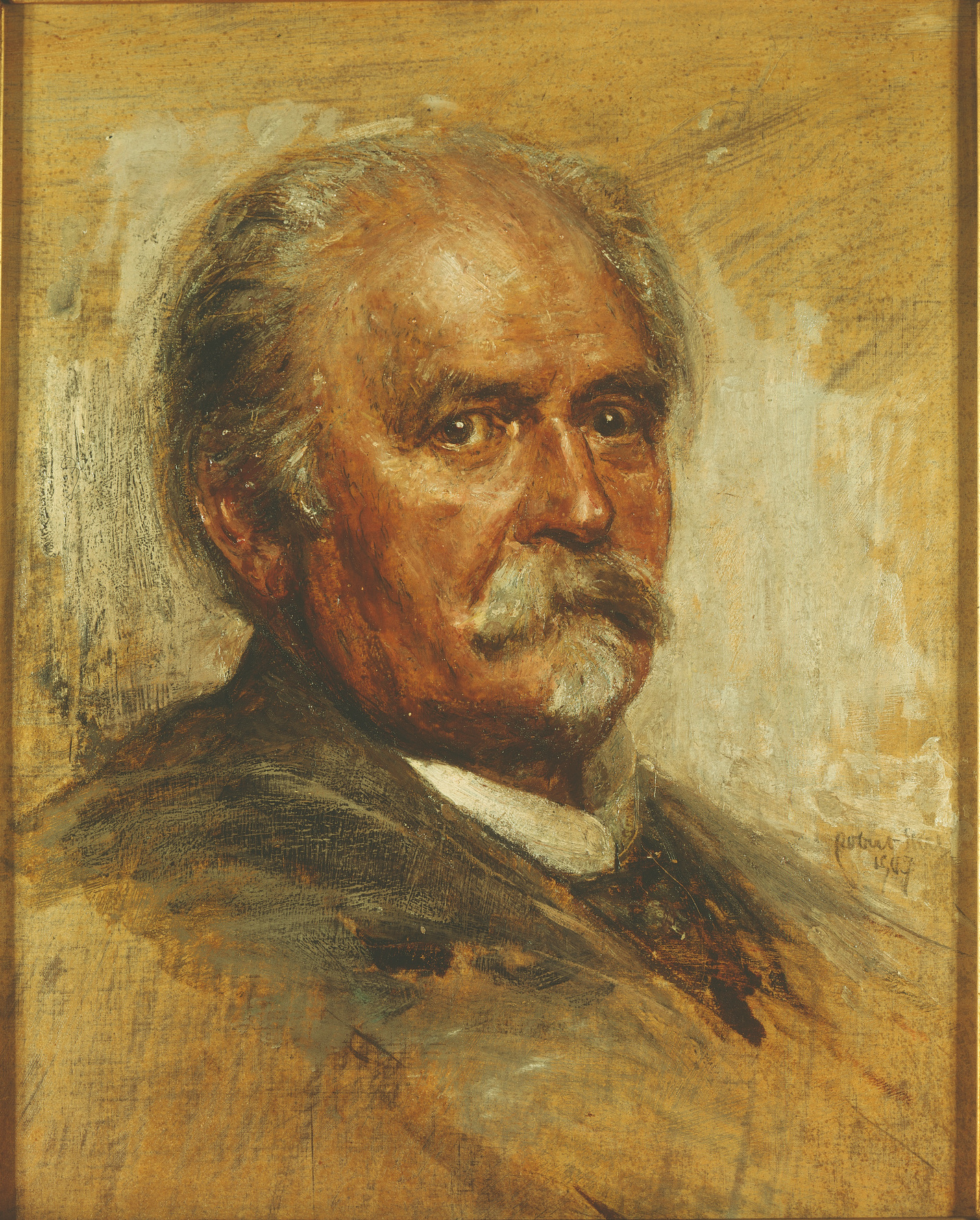
Felix Draeseke, porträtt av Robert Sterl (1907).

Felix August Bernhard Draeseke, född den 7 oktober 1835 i Coburg, död den 26 februari 1913 i Dresden, var en tysk kompositör av den nytyska skolan; han var också aktiv som musikpedagog och dessutom författare till skrifter om musik. Han var sonson till Bernhard Dräseke och kusin till Teutwart Schmitson.
Draeseke var elev på Leipzig-konservatoriet, levde därefter i Weimar, där han knöt nära band til Liszt och Hans von Bülow; den sistnämnde skaffade Draeseke, som 1864 hade blivit lärare vid konservatoriet i Lausanne, en liknande ställning vid den kungliga musikskolan i München, vilken Draeseke dock åter lämnade (1869) för att vända tillbaka till konservatoriet i Lausanne, där han verkade till 1874. Efter ett kortare uppehåll i Genève slog Draeseke sig ned i Dresden som musiklärare. År 1884 övertog han kompositionsämnet vid konservatoriet där. Denna befattning innehade han tills dövhet tvingade honom att överge den. 
Draeseke levde största delen av sitt liv mycket tillbakadraget; han fick visserligen del av åtskillig yttre hyllning, såsom hedersdoktorsgraden från Berlins universitet, men som konstnär kunde han inte vinna allmän erkänsla eller förståelse, då han i så liten utsträckning har kommit i beröring med den stora publiken. Han slöt sig ursprungligen till den nytyska skolan (Liszt, Wagner), tog senare en mera klassisk riktning, men bevarade ständigt stor självständighet. 
Hans verk omfattar symfonier, kammarmusik, konsert för violin och piano, två operor och kyrkomusik; mest känd är Draesekes Tragiska Symfoni opus 40, och hans stråkkvartetter; betecknande är det, att hans stora Mysterium Kristus, ett förspel och tre oratorier, förelåg i tryck sju år, innan det uppfördes i dess helhet (1912) för att då väcka mycken uppmärksamhet och bifall. Draeseke skrev också musikteoretiska skrifter; i flera upplagor utkom till exempel en Harmonilära författad i skämtsamma verser.